# Sebastian Brant

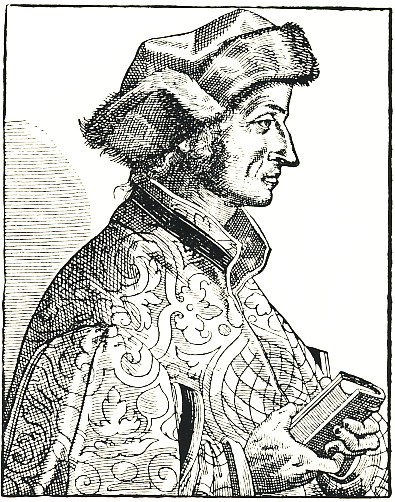
Sebastian Brant, professor in Basel

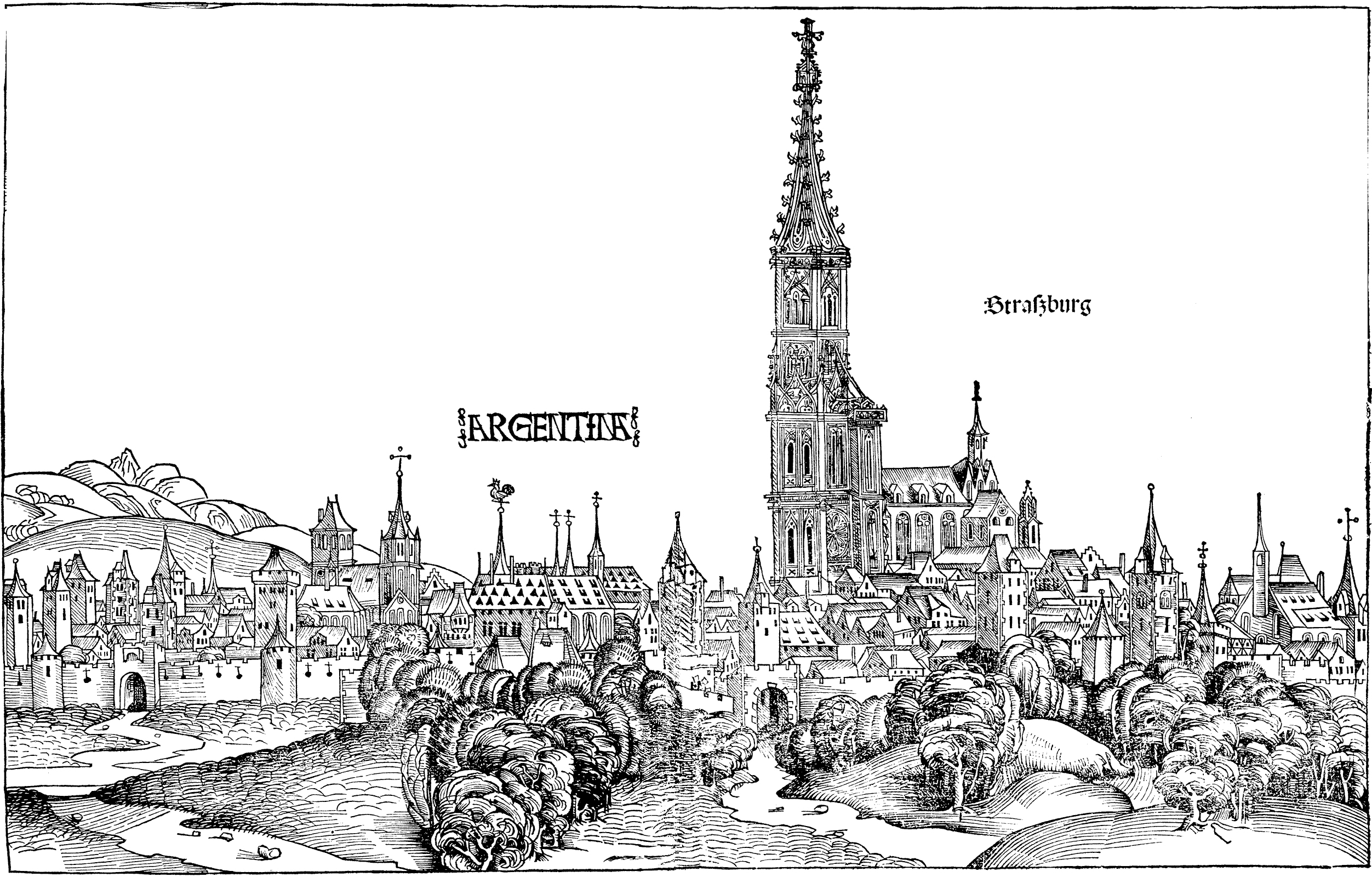
Straatsburg, eind 15e eeuw

Sebastian Brant (Straatsburg, 1457 of 1458 – Straatsburg, 10 mei 1521) was een Duits humanist, dichter, advocaat, corrector van drukproeven, hoogleraar rechten in Basel en stadssecretaris van Straatsburg. Zijn Latijnse naam was Sebastianus Titio.

## Levensloop

### Straatsburg
Brant was het oudste kind van Diebolt Brant en Barbara Picker, en groeide op in Straatsburg. Brant’s vader stierf toen hij 10 jaar oud was (1468). Later verliet hij Straatsburg om te studeren in Basel (1475).

### Basel
Na studies tot baccalaureus in de Artes (1477) wijzigde hij koers en studeerde rechten. De liefde voor klassieke talen, Latijn en Grieks, liet hem in zijn verdere leven echter nooit los. Brant werd baccalaureus in de rechten (1480), licentiaat rechten (1483) en doctoreerde in de beide rechten, Romeins recht en Rooms recht (1489). Vanaf zijn licentie (1483) gaf hij les aan de universiteit van Basel; hij doceerde rechten en poëzie. In 1492 was hij decaan van de faculteit rechten. Brant was in de ban van de boekdrukkunst. Voor hem konden rechtsboeken breed verspreid worden en hij mikte zeker ook op niet-juristen om de rechtsgeleerdheid te verspreiden. Het was de periode van zijn eerste publicaties. Hij was een overtuigd humanist. Boekdrukkers in Basel vroegen Brant om talrijke proefdrukken na te lezen. Hij werd corrector of corrigeerder van proefdrukken, wat hem een inkomen bezorgde. In Basel had Brant ook een praktijk als advocaat. Brant was met een dame uit Basel gehuwd en had 7 kinderen.
Het ontbrak Brant aan financiële middelen om zelf een drukkerij te starten. Met een humanistisch enthousiasme publiceerde hij het ene werk na het andere. Hij had ook oog voor medische observaties zoals de geboorte van een Siamese tweeling of natuurfilosofische onderwerpen zoals donderslag, overstroming of planeten. Brant publiceerde Latijnse en Duitse gedichten, alsook vertalingen uit het Latijn. Hij had steeds een zo breed mogelijke verspreiding voor ogen om het gedachtegoed uit de Klassieke Oudheid te verspreiden. Van Brant werd verteld dat hij aan zijn kinderen in de wieg Latijn leerde, omdat hij dit de basis van elke opvoeding vond.
In 1494 publiceerde hij Das Narrenschiff, een satirisch boek dat hem op slag faam bezorgde in heel Europa. Hetzelfde jaar volgden 3 herdrukken van het boek en in de eeuw nadien werd het nog eens 60 maal gedrukt in verschillende talen. Dit was ongezien in de geschiedenis van de boekdrukkunst.
Brant was een aanhanger van het Heilige Roomse Rijk, omwille van de moreel hoge christelijke standaard die er moest gelden. Dit Rijk steunde stevig volgens hem op de fundamenten van het Romeinse Rijk. In Brant vond keizer Maximiliaan I een goede verdediger. Brant fulmineerde dan ook tegen het graafschap Vlaanderen, want Vlamingen hadden het aangedurfd Maximiliaan I gevangen te zetten (1492). In zijn werken verdedigde Brant de christelijke morele waarden; zijn satire op de wereld van zijn tijd ging verder dan de spot. Zijn satire had steeds een religieus-politieke boodschap. Het Rooms-Duitse Rijk was te redden door een morele ommekeer. Hij moedigde Maximiliaan I te vechten tegen de oprukkende Ottomanen. Hij nam de Katholieke koningen van Spanje als voorbeeld.
In 1501 was Brant ontgoocheld in keizer Maximiliaan I, want deze had de rijksstad Basel geschonken aan Zwitserland. Brant verhuisde naar Straatsburg, waar zijn moeder woonde.

### Straatsburg
In 1503 werd Brant stadssecretaris van de rijksstad Straatsburg. Hij hield zich onder andere bezig met de ordening van de stadsarchieven. Tevens zond de rijksstad Brant uit op diplomatieke missie; dit had te maken met de benoeming van Brant tot juridisch adviseur van het Reichskammergericht en van keizer Maximiliaan I. Hiervoor ontving hij een jaarlijkse rente van de keizer. Zo was Brant in Gent om hulde te brengen aan keizer Karel V (1520).
Zonder dat Brant het besefte, was hij een wegbereider van de reformatie. Zelf gedroeg Brant zich conservatief ten opzichte van de opkomende beweging van protestantisme. Brant zwoer bij het Heilig Roomse Rijk der Duitse Natie en haar bijhorend katholiek-christelijk geloof. Op het einde van zijn leven was hij pessimistisch over het voortbestaan van dit Rijk. Hij stierf in Straatsburg in 1521.

## Werken

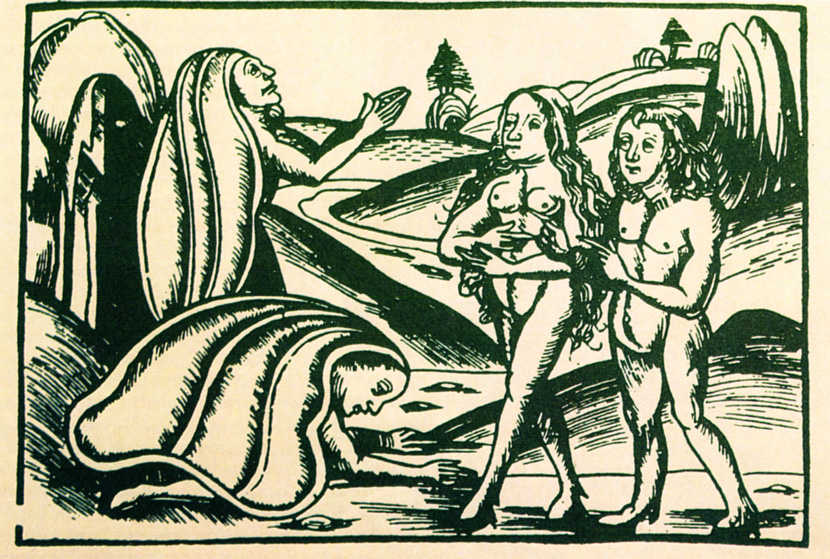
Illustratie uit zijn Fabels van Aesopus

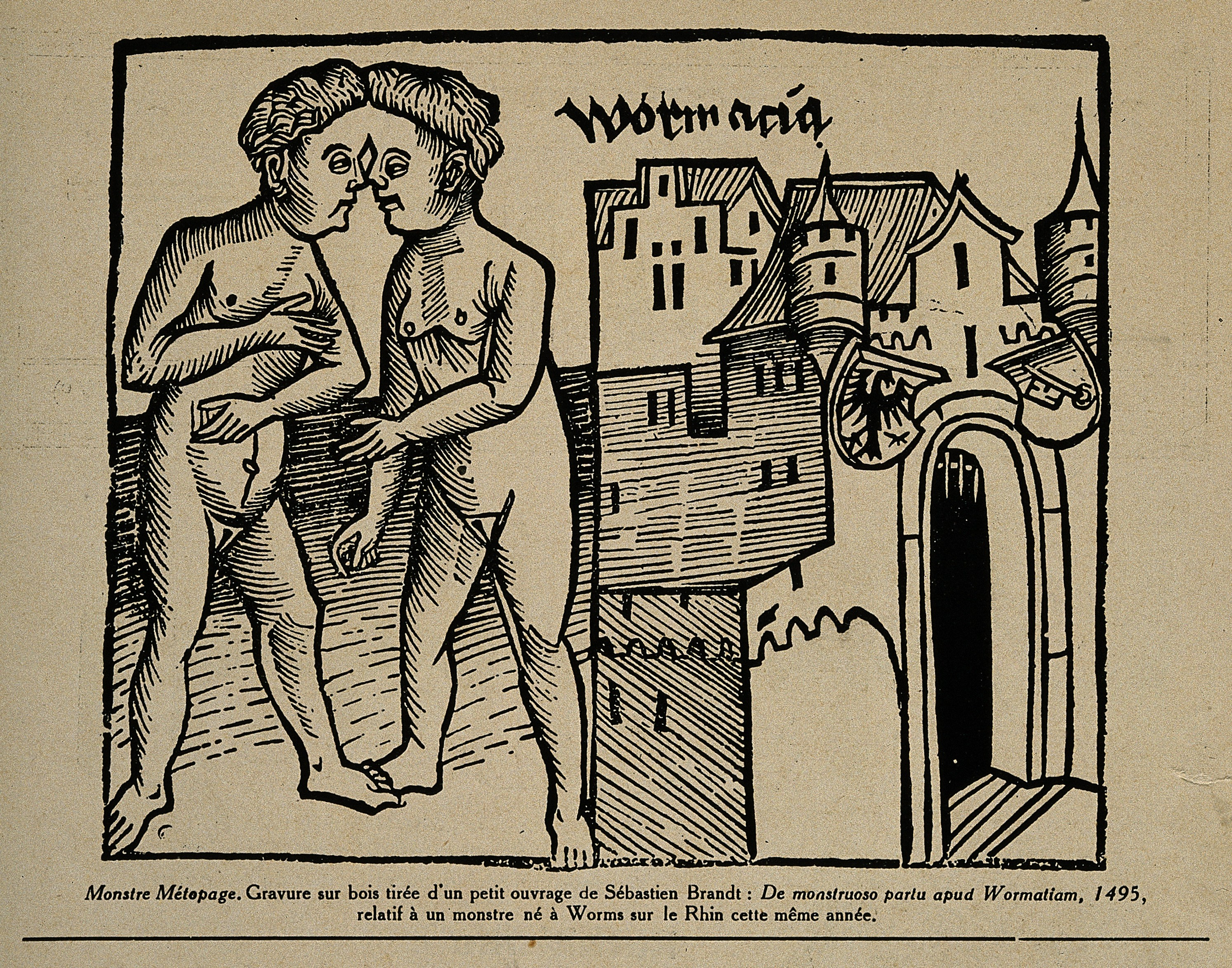
Beschrijving van een Siamese tweeling in Worms

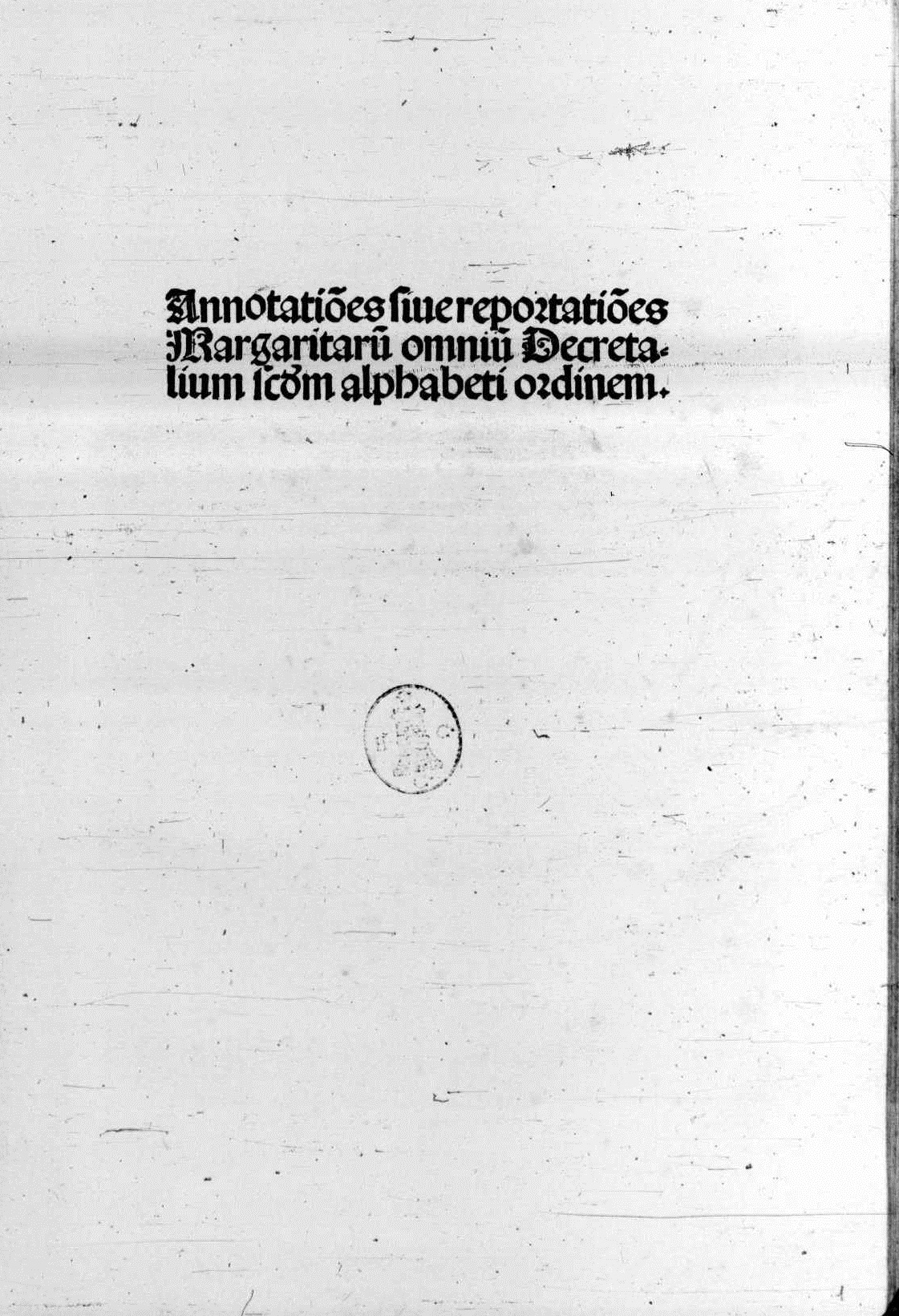
Margarita Decretalium, 1496

- Aesopus, versibus latinis redditus (Basel 1481)
- De fulgetra anni (Basel 1492)
- Narrenschiff (1494)
- Kalendis Aprilibus facta confoederatione congratulatio (Leipzig, datum onbekend)
- De origine et conversione bonorum regum et laude civitatis Hierosolymae, cum exhortatione eiusdem recuperandae (Basel 1495)
- Annotationes siue reportationes Margaritarum omnium Decretalium secundum alphabeti ordinem (Basel 1496)
- Carmina in laudem virginis Mariae multorumque sanctorum (Basel, datum onbekend)
- De salutifera summi pontificis Alexandri Sexti cum Maximiliano Romanorum augusto aliisque nonnullis regibus principibusque christianis anno domini (1495)
- In sermones de filio prodigo carmina (Basel 1497)
- Stultifera Navis per Jacobum Locher in Latinum traducta (Basel 1497), de Latijnse vertaling van Das Narrenschiff door zijn medewerker Jacob Locher.
- Navis stultiferae collectanea ab Jacobo Badio Ascencio vario carminum genere non sine eorundem familiari explanatione conflata  (Basel 1498)
- Disticha elegiaca (Basel, 1498)
- Carmina varia (Basel 1498)
- Hortulus animae (1498)
- Dogma Pythagoricum de abstinenia carnium (Leipzig datum onbekend)
- Esopi apologi sive mythologi: cum quibusdam carminum et fabularum additionibus Sebastiani Brant (Basel 1501)
- Hexastichon in memorabiles euangelistarum figuras (Pforzheim 1503)
- Facetus Cum nihil utilius (Ulm, datum onbekend)
- Somnia (1506)
- Pacis in Germanicum Martem nenia, per Sebastianum Brant Defleta
- Delitiae poetarum Germanorum
- Expositiones siue declarationes omnium titulorum iuris tam Ciuilis quam Canonici (Basel 1514)

Vele van zijn gedichten gingen verloren. Er zijn heden 16 bewaard, onder meer Contra Flamingos (1488), Die Wormser Zwillinge (1495), Inundatio Tybridis (1495 gedicht over de overstroming van de Tiber in Rome), Die Sau zu Landser (1496), De pestilentiale scorra sive mala de Franzos (1496, gedicht over syfilis), Türkenanschlag (1501) en Zusammenfügung der Planeten (1504). De gedichten waren zowel in Latijn als in het Duits.
Er zijn lofzangen over heiligen (Carmina auf Heilige (1493), Carmina in laudem Mariae (1494) en over de Drie Wijzen (In honorem trium Magorum regumque sacratissimorum 1514) en Carmina in laudem Maximiliani I (1488 over Maximiliaan I). Daarnaast schreef Brant epigrammen en gelegenheidsdichten.
Hij vertaalde werken van Latijnse auteurs naar het Duits, zoals van Vergilius en de fabels van Aesopus. Van religieuze aard zijn werken zoals Hortulus Animae (1498), een heruitgave van een bestaand gebedenboek. Van juridische aard zijn onder meer Expositiones omnium titulorum iuris civilis et canonici (1490), Decretum Gratiani (1493), Decretales (1494) en Liber Sextus (1499).

## Citaat
die weltt die will betrogen syn (in het dialect van de Elzas): de wereld wil bedrogen worden. Citaat uit Das Narrenschiff.
- Bibsys: 90162331
- Biblioteca Nacional de Chile: 000192583
- Biblioteca Nacional de España: XX865048
- Bibliothèque nationale de France: cb11893795q (data)
- Catàleg d'autoritats de noms i títols de Catalunya: 981058517264006706
- Digitale Bibliotheek voor de Nederlandse Letteren: bran241
- Gemeinsame Normdatei: 118514474
- Historisch woordenboek van Zwitserland: 011593
- International Standard Name Identifier: 0000 0001 2277 8284
- Library of Congress Control Number: n50043226
- Nationale Bibliotheek van Letland: 000171203
- MusicBrainz: cee46985-8faf-4380-8d2f-f8c9595509cf
- Bibliotheek van het Japanse parlement: 00520274
- Nationale Bibliotheek van Tsjechië: jn19990001033
- Nationale bibliotheek van Australië: 35021396
- Nationale Bibliotheek van Israël: 987007259187205171
- Nationale Bibliotheek van Polen: a0000001182092
- Nederlandse Thesaurus van Auteursnamen: 318678829
- Réseau des bibliothèques de Suisse occidentale: 02-A003038343
- RKD-Nederlands Instituut voor Kunstgeschiedenis: 251399
- Istituto Centrale per il Catalogo Unico: CFIV097787
- LIBRIS: 178978
- SNAC: w6dr63xr
- Système universitaire de documentation: 027281868
- Museum of New Zealand Te Papa Tongarewa: 35307
- Trove: 795563
- Union List of Artist Names: 500340117
- Virtual International Authority File: 29530930
- WorldCat: E39PBJtGWkgjWDRpXBQT3Yhyh3